# William L. Strong
Pour les articles homonymes, voir William Strong et Strong.
William L. Strong (né le 22 mars 1827 en Ohio et mort le 2 novembre 1900) fut maire de New York de 1895 à 1897.